# Maggie Miller

Maggie Miller est une mathématicienne,  professeur associée à l'Université du Texas à Austin et Clay Research Fellow. Son principal domaine de recherche est la topologie en basses dimensions. 

## Carrière professionnelle
Maggie Miller fait ses études de premier cycle à l'Université du Texas à Austin. Elle obtient son doctorat en mathématiques à l'Université de Princeton, sous la direction de David Gabai avec une thèse sur l'extension des fibrations des compléments de nœuds aux compléments de disques en ruban, . Miller est ensuite boursière postdoctorale de la NSF de 2020 à 2021 au Massachusetts Institute of Technology, puis elle est Visiting Clay Fellow et Stanford Science Fellow au département de mathématiques de l'Université de Stanford, .

## Publications (sélection)
- Irving Dai et Maggie Miller, « The 0-concordance monoid admits an infinite linearly independent set », Proceedings of the American Mathematical Society, vol. 151, no 08,‎ août 2023, p. 3601–3609 (DOI 10.1090/proc/15311)
- Jason Joseph, Jeffrey Meier, Maggie Miller et Alexander Zupan, « Bridge trisections and classical knotted surface theory », Pacific Journal of Mathematics, vol. 319, no 2,‎ 11 septembre 2022, p. 343–369 (DOI 10.2140/pjm.2022.319.343)
- Nickolas A. Castro, Gabriel Islambouli, Maggie Miller et Maggy Tomova, « The relative ℒ-invariant of a compact 4-manifold », Pacific Journal of Mathematics, vol. 315, no 2,‎ 19 janvier 2022, p. 305–346 (DOI 10.2140/pjm.2021.315.305)

## Prix et distinctions
Miller a reçu une bourse de recherche Clay 2021 du Clay Mathematics Institute pour ses travaux visant à élargir la recherche topologique des variétés,, . Ses contributions ont été décrites par le MIT comme « importantes (...) pour les problèmes de longue date liés à la topologie de basse dimension »,,
Dans son poste à Stanford, elle est également Stanford Science Fellow,,,.
Alors qu'elle était au MIT au Département de mathématiques, Miller a reçu une bourse de recherche postdoctorale en sciences mathématiques de la National Science Foundation  Elle a également un prix au cours de ses études supérieures, à savoir le Princeton Mathematics Graduate Teaching Award en 2018 et la bourse Charlotte Elizabeth Procter en 2019,.
Elle a reçu le Prix Maryam Mirzakhani Nouvelles Frontières 2023, l'un des Breakthrough Prizes.

## Articles liés
Les deux autres lauréates du prix Maryam Mirzakhani New Frontiers de 2023 sont :
- Jinyoung Park
- Vera Traub